# Mariakapel (Klein Haasdal)

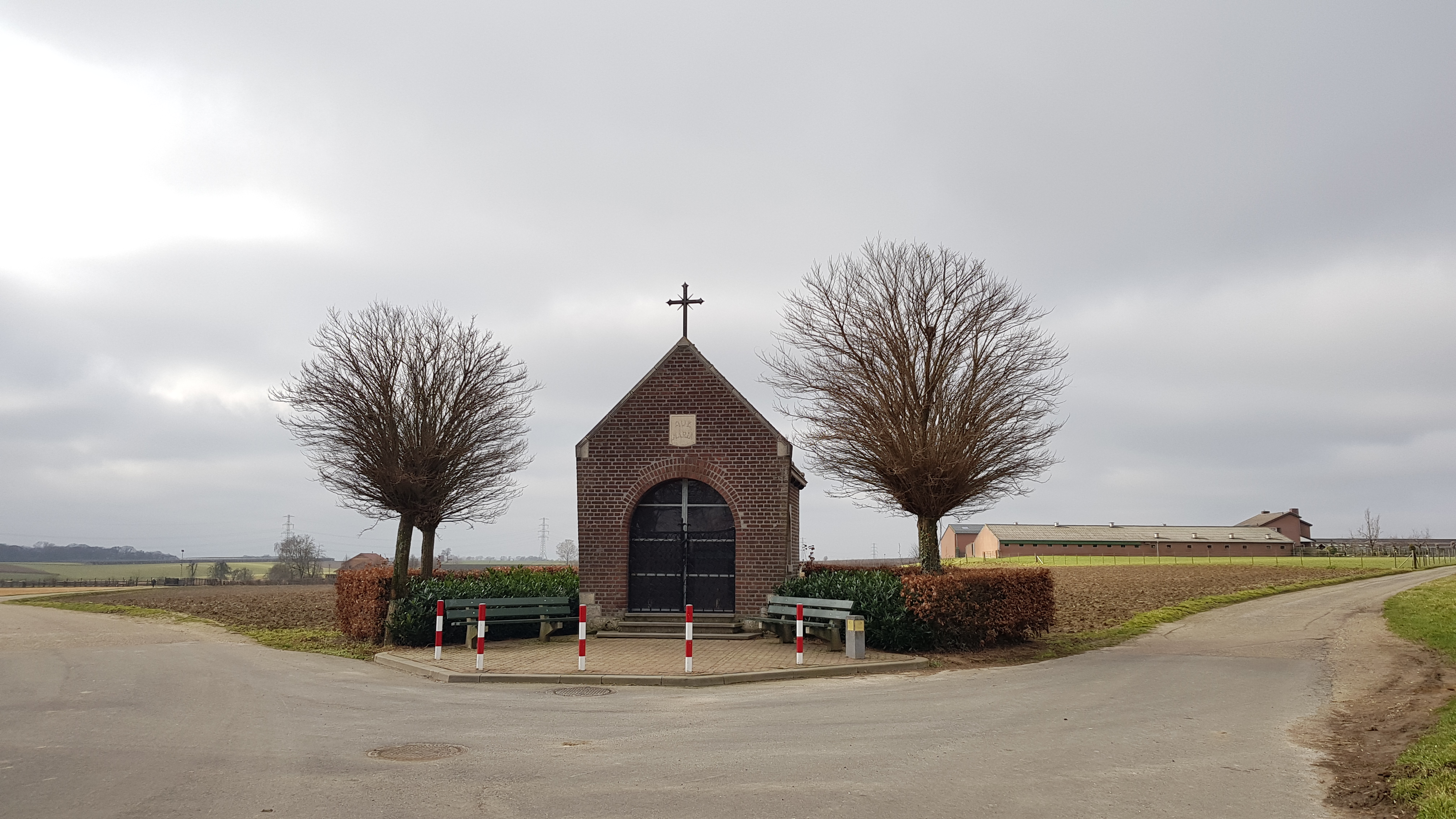
De Mariakapel

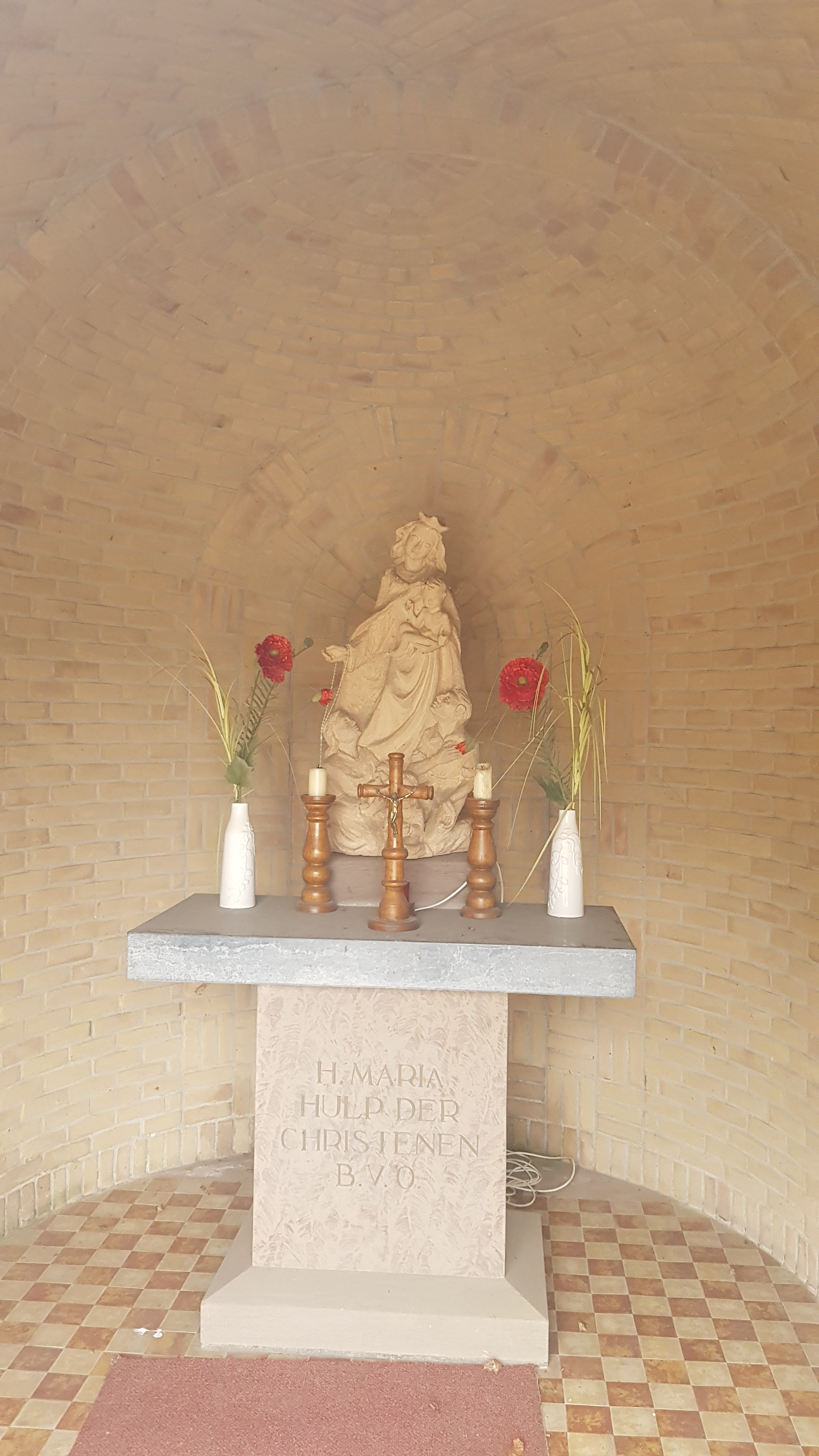
Interieur

De Mariakapel is een kapel in Klein Haasdal in de Nederlands Zuid-Limburgse gemeente Beekdaelen. De kapel staat aan het zuidwestelijke uiteinde van Klein Haasdal aan de straat Klein-Haasdal waar deze spitst in de Klein-Haasdalerweg en de Holswiejeweg. Op ongeveer een kilometer naar het noordoosten staat nabij het andere uiteinde van Klein Haasdal de Sint-Rochuskapel.
De kapel is gewijd aan Maria, specifiek aan Onze-Lieve-Vrouw Hulp der Chrstenen.

## Geschiedenis
In 1950 werd de kapel gebouwd en in 1951 werd de kapel ingezegend.

## Bouwwerk
De bakstenen kapel is gebouwd op een rechthoekig plattegrond met aan de achterzijde een rechte koorsluiting en wordt gedekt door een zadeldak met pannen. In de zijgevels zijn elk twee rondboogvensters in hardstenen omlijsting met glas-in-lood aangebracht. De frontgevel wordt naar boven toe eerst breder waarna het eindigt in een boven het dak uitstekende topgevel die bekroond wordt met een metalen kruis. Hoog in de frontgevel is een gevelsteen ingemetseld met de tekst:

AVE MARIA(Wees gegroet Maria)

In de frontgevel bevindt zich ook de rondboogvormige toegang die wordt afgesloten met een ijzeren hek en plexiglas.
Van binnen is de kapel uitgevoerd in gelige bakstenen (terwijl de buitengevel in rode bakstenen gemetseld is). In de achterwand zijn de gele bakstenen in boogvorm gemetseld. Ruim voor de achterwand is een altaar geplaatst met aan de voorzijde een tekst hierin gegraveerd (B.V.O. betekent Bid Voor Ons):

H. MARIA
HULP DER CHRISTENEN
B.V.O.

Op het altaar is op een voetstuk het Mariabeeld geplaatst en toont Maria met kroon, kindje Jezus op de linkerarm en twee personen aan haar voeten.